# Denise Perrier
Pour les personnes ayant le même patronyme, voir Perrier.
Denise Perrier, née en 1935 à Ambérieu-en-Bugey (Ain), est un mannequin et une actrice française. Elle a été la première Française à devenir Miss Monde en 1953, bien que ne portant pas le titre de Miss France,.

## Biographie
Denise Perrier est née le 28 juillet 1935 à Ambérieu-en-Bugey et grandit dans le quartier des Pérouses. Durant son enfance, elle suit son père, militaire, et vit donc à Saigon jusqu'en 1951. De retour en France, sa famille s'installe à Saint-Aygulf. Elle est approchée en 1953 par un organisateur du concours Miss Saint-Raphaël, alors qu'elle est en vacances avec sa famille. Elle remporte donc son premier concours, ce qui la qualifie pour le concours Miss France du Comité Français d'Élégance, qu'elle remporte également. Sylviane Carpentier est quant à elle élue par le Comité Miss France, Miss France 1953 en tant que Miss Picardie.

### Miss Monde 1953
Fin 1952, Sylviane Carpentier est élue Miss France 1953. Après avoir été élue deuxième dauphine de Miss Europe, elle prépare son mariage et ne veut plus se présenter aux autres concours internationaux. Elle est remplacée par Christiane Martel, Miss Cinémonde pour le concours de Miss Univers qui remporte le titre. Denise Perrier représente la France au concours Miss Monde qui se déroule au Lyceum Theatre de Londres le 19 octobre 1953. Elle est élue Miss Monde et devient la première Française à remporter le titre (tout comme Christiane Martel, Miss Univers).

### Mannequin et actrice
Elle avait pour projet de devenir archéologue, mais se destinera finalement à une carrière de mannequin photo et d'actrice.
Denise Perrier fait une apparition comme actrice dans Les Diamants sont éternels (1971), 7e film de la saga James Bond, dans lequel elle apparaît dans le pré-générique.
En 1954, elle est photographiée par Lucien Lorelle pour une publicité pour la marque Perrier. La légende de la publicité comporte une erreur en lui attribuant le titre de Miss Monde 1954.[réf. nécessaire]

### Membre du jury
Elle a été membre du jury de l'élection de Miss Monde 2005 et de celles de Miss Monde 2010 et Miss Monde 2011.
Le soir de l'élection de Miss Monde 2013, Marine Lorphelin, Miss France 2013 se classe première dauphine de Miss Monde. Plus aucune Miss France n'avait figuré dans le top 3 depuis vingt ans. Elle rend hommage à Denise Perrier élue Miss Monde 60 ans auparavant

### Après-Miss France
Denise Perrier travaille un temps comme mannequin. Elle décide également de commencer la peinture et expose pour la première fois en 1955.
Elle se marie pour la première fois en 1958, puis divorce et se remarie en 1964 avec le journaliste français Maurice Huleu. Elle a un fils né en 1960 de son premier mariage, Milhan.
Denise Perrier a aussi été conseillère municipale de Nice de 1978 à 1990, sur la liste de Jacques Médecin. Elle était déléguée au Tourisme et donc chargée des musées et expositions. Elle a également été présidente du Garden Club de Nice.
Denise Perrier s'est mariée une troisième fois et est aujourd'hui Madame Lanfranchi. Elle vit aujourd'hui à Falicon, sur les hauteurs du Pays niçois.